# Хокэцу, Хироси
Хироси Хокэцу (яп. 法華津 寛 Хокэцу Хироси, род. 28 марта 1941 года в Токио) — японский спортсмен-конник, участник летних Олимпийских игр 1964, 2008 и 2012 годов. Двукратный серебряный призёр Азиатских игр 1986 года в личной и командной выездке.
Хокэцу является рекордсменом Олимпийских игр по периоду, прошедшему между первым и последним участием спортсмена в Олимпиаде — 48 лет. Кроме того Хокэцу является старейшим участником Олимпийских игр от Японии.
Дебютировал на Олимпиаде-1964 в родном Токио в возрасте 23 лет. Хироси занял 40-е место в личном первенстве по конкуру и 12-е место в составе сборной Японии в командном зачёте. Спустя 44 года Хироси вернулся на Олимпийские игры в возрасте 67 лет. На этот раз старейший участник Олимпиады-2008 участвовал в выездке и выступил успешнее, чем на своей дебютной Олимпиаде. В личном первенстве Хокэцу на Виспер (англ. Whisper) ганноверской породы разделил 34-е место с 50-летним дебютантом из Австралии Хитом Райаном, а в составе сборной Японии занял последнее, 9-е место в командном турнире. Вместе с Хокэцу выступали 58-летняя Миэко Яги и 35-летняя Ёко Китаи. Для обеих японок это стало олимпийским дебютом.
Хокэцу также должен был участвовать в Олимпиаде-1988 в Сеуле, но его лошадь не прошла карантин.
71-летний конник на Виспер вышел на старт и на летних Олимпийских играх 2012 года в Лондоне. Японец выступал только в личном первенстве по выездке и занял 41-е место среди 49 участников (в командном первенстве сборная Японии не выступала). Японец стал в Лондоне самым возрастным участником Олимпийских игр за последние 78 лет.
Несмотря на столь почтенный возраст на момент участия в Олимпиаде-2012, Хокэцу не является старейшим участником Олимпийских игр в истории. Шведский стрелок Оскар Сван участвовал и даже выигрывал олимпийские медали в возрасте 72 с лишним лет. Кроме Свана ещё несколько спортсменов принимали участие в Олимпийских играх, перешагнув 70-летний рубеж.
Хокэцу мог стать старейшим участником Олимпийских игр в истории, если бы выступил на Играх 2016 года в Рио-де-Жанейро.